# БММ-70

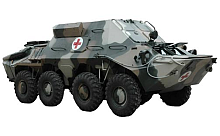
БММ-70 «Ковчег»

БММ-70 «Ковчег» — броньована водоплавна медична машина, розроблена вироблена ДП «Миколаївський бронетанковий завод» і призначена для обслуговування та транспортування тяжкопоранених з важкодоступних районів, зон аварій, стихійних лих і військових дій. БММ-70 обладнана силовою установкою з двох бензинових двигунів потужність 150 к.с., має запас ходу 400 кілометрів.
На відміну від звичайного БТР-70, у БММ збільшено обсяг кузова, є спеціальне вантажно-розвантажувальний пристрій для доставки тяжкопоранених всередину машини, яке змонтовано ззаду над силовою установкою. Екіпаж — три військовослужбовців (водій, лікар і санітар).
На ній можна вивезти 11 легкопоранених або шість тяжкопоранених і трьох сидячих бійців. У третьому режимі вона має можливість транспортувати чотирьох тяжкопоранених з обслуговчим персоналом і ще трьох військових з легкими пораненнями. «А головне, що прямо в салоні можна проводити операції, які врятують життя бійців. Для цього тут є все необхідне обладнання», — сказав директор Миколаївського бронетанкового заводу Олександр Швець.
Вартість БММ-70 без медичного обладнання становить 650 тисяч гривень.

## Оператори
Україна — в липні 2014 року перший БММ-70 отримала 79-а окрема аеромобільна бригада. У лютому 2015 року під час артобстрілів російськими бойовиками Дебальцевого українські військові втратили один БММ-70 з назвою «Святий Миколай».